# Campionati mondiali di sollevamento pesi 1963
I Campionati mondiali di sollevamento pesi 1963, 38ª edizione della manifestazione, si svolsero a Stoccolma dal 7 al 13 settembre 1963, e furono considerati validi anche come 45° campionati europei di sollevamento pesi.

## Titoli in palio
| Categoria            | Eventi         | Atleti |
| -------------------- | -------------- | ------ |
| Pesi gallo           | Fino a 56 kg   | 13     |
| Pesi piuma           | Fino a 60 kg   | 17     |
| Pesi leggeri         | Fino a 67.5 kg | 22     |
| Pesi medi            | Fino a 75 kg   | 24     |
| Pesi massimi leggeri | Fino a 82.5 kg | 20     |
| Pesi mediomassimi    | Fino a 90 kg   | 21     |
| Pesi massimi         | Oltre i 90 kg  | 17     |

## Nazioni partecipanti
Ai campionati parteciparono 134 atleti rappresentanti di 32 nazioni. Sette di queste entrarono nel medagliere. Tra parentesi i partecipanti per nazione.
- Algeria (2)
- Austria (6)
- Belgio (3)
- Brasile (2)
- Bulgaria (6)
- Cecoslovacchia (4)
- Colombia (2)
- Corea del Sud (2)
- Danimarca (3)
- Finlandia (7)
- Francia (5)
- Germania Est (7)
- Germania Ovest (5)
- Giappone (7)
- Iran (5)
- Israele (2)
- Italia (3)
- Norvegia (4)
- Paesi Bassi (2)
- Polonia (7)
- Portogallo (1)
- Romania (2)
- Regno Unito (6)
- Rep. Araba Unita (2)
- Spagna (2)
- Stati Uniti (7)
- Sudafrica (6)
- Svezia (5)
- Thailandia  (1)
- Turchia (4)
- Ungheria (7)
- Unione Sovietica (7)

## Risultati
| Evento      | Oro               | Oro   | Argento              | Argento | Bronzo              | Bronzo |
| ----------- | ----------------- | ----- | -------------------- | ------- | ------------------- | ------ |
| 56 kg       | Aleksej Vachonin  | 345,0 | Hiroshi Fukuda       | 340,0   | Shirō Ichinoseki    | 330,0  |
| 60 kg       | Yoshinobu Miyake  | 375,0 | Isaac Berger         | 367,5   | Imre Földi          | 365,0  |
| 67,5 kg     | Marian Zieliński  | 417,5 | Waldemar Baszanowski | 410,0   | Vladimir Kaplunov   | 410,0  |
| 75 kg       | Aleksandr Kurynov | 437,5 | Mihály Huszka        | 437,5   | Hans Zdražila       | 422,5  |
| 82.5 kg     | Győző Veres       | 477,5 | Rudol'f Pljukfel'der | 467,5   | Géza Tóth           | 450,0  |
| 90 kg       | Louis Martin      | 480,0 | Ireneusz Paliński    | 475,0   | Ėduard Brovko       | 470,0  |
| Oltre 90 kg | Jurij Vlasov      | 557,5 | Norbert Schemansky   | 537,5   | Leonid Žabotyns'kyj | 527,5  |

## Medagliere
| Posiz. | Nazione          | Oro | Argento | Bronzo | Totale |
| ------ | ---------------- | --- | ------- | ------ | ------ |
| 1      | Unione Sovietica | 3   | 1       | 3      | 7      |
| 2      | Polonia          | 1   | 2       | 0      | 3      |
| 3      | Ungheria         | 1   | 1       | 2      | 4      |
| 4      | Giappone         | 1   | 1       | 1      | 3      |
| 5      | Regno Unito      | 1   | 0       | 0      | 1      |
| 6      | Stati Uniti      | 0   | 2       | 0      | 2      |
| 7      | Cecoslovacchia   | 0   | 0       | 1      | 1      |
| Totale | Totale           | 7   | 7       | 7      | 21     |

## Classifica a squadre
Il sistema di punteggio è basato sui punti distribuiti per l'esercizio totale in base allo schema adottato nel 1958:
| Pos. | Squadra          | Punti |
| ---- | ---------------- | ----- |
| 1    | Unione Sovietica | 38    |
| 2    | Ungheria         | 25    |
| 3    | Polonia          | 24    |
| 4    | Stati Uniti      | 21    |
| 5    | Giappone         | 16    |
| 6    | Cecoslovacchia   | 7     |
| 6    | Regno Unito      | 7     |
| 8    | Iran             | 5     |
| 9    | Corea del Sud    | 3     |
| 9    | Italia           | 3     |
| 11   | Rep. Araba Unita | 2     |
| 12   | Finlandia        | 1     |